# La Flamme (film, 1955)
Pour les articles homonymes, voir La Flamme.
Pour plus de détails, voir Fiche technique et Distribution.
La Flamme (Det brenner i natt!) est un film norvégien réalisé par Arne Skouen, sorti en 1955.

## Synopsis
Tim est relecteur pour un journal d'Oslo le jour et un pyromane la nuit.

## Fiche technique
- Titre : La Flamme
- Titre original : Det brenner i natt!
- Réalisation : Arne Skouen
- Scénario : Arne Skouen
- Musique : Gunnar Sønstevold
- Photographie : Finn Bergan
- Montage : Bjørn Breigutu
- Société de production : Owesen-film
- Pays :  Norvège
- Genre : Drame et thriller
- Durée : 96 minutes
- Dates de sortie : 
  -  Norvège : 6 janvier 1955

## Distribution
- Claes Gill : Tim
- Elisabeth Bang : Margrethe
- Harald Heide Steen : Tim enfant
- Gudrun Waadeland
- Thor Hjorth-Jenssen
- Helge Essmar
- Harald Aimarsen

## Distinctions
Le film a été présenté en sélection officielle en compétition au Festival de Cannes 1955.